# Eugenio Gestri
Eugenio Gestri (* 27. Oktober 1905 in Prato (Toskana); † 2. September 1944 ebenda) war ein italienischer Radrennfahrer.

## Sportliche Laufbahn
Gestri war im Straßenradsport aktiv. 1930 startete er als Unabhängiger. 1931 wurde er Berufsfahrer im Radsportteam Legnano und blieb bis 1936 als Radprofi aktiv. Er gewann 1930 die Coppa Bernocchi (sie gehörte zur Rennserie Trittico Lombardo) und wurde bei den Straßenradsport-Weltmeisterschaften Zweiter im Rennen der Amateure hinter seinem Landsmann Giuseppe Martano. 1931 gewann er eine Etappe der Tour de France und das Eintagesrennen Predappio Alta–Roma vor Michele Mara. 1934 war er im Giro delle Due Province Messina erfolgreich. Im Giro dell’Emilia 1935 wurde er hinter Aldo Bini Zweiter.
Fünfmal fuhr Gestri die Tour de France. 1934 wurde er 14., 1931, 1932 und 1935 war er ausgeschieden. Im Giro d’Italia stand Gestri siebenmal am Start. 1931 wurde er 10., 1935 11. 1930, 1932, 1933, 1934 und 1936 war er jeweils ausgeschieden. Bei den Straßenradsport-Weltmeisterschaften der Amateure 1929 kam Gestri auf den 11. Platz.